# Skudeneshavn

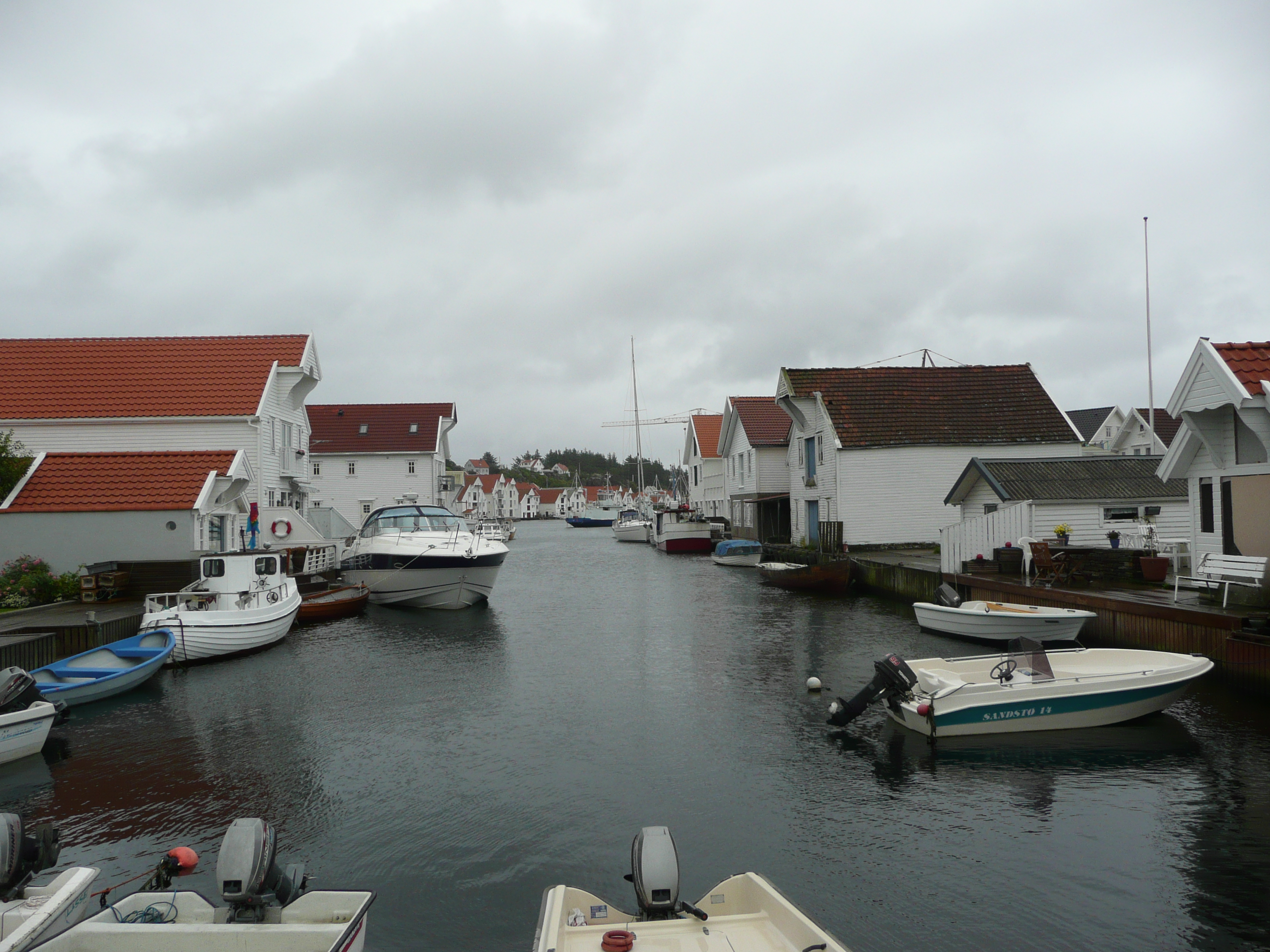
Skudeneshavn, Noruega.

Skudeneshavn (también conocido como Skudeneshamn o Skudenes, el nombre de la parroquia en la que se encuentra) es una ciudad en el extremo meridional de la isla de Karmøy en Noruega. Tiene cinco mil habitantes y es parte del municipio de Karmøy en la región de Rogaland.
Skudeneshavn es una de las ciudades más pequeñas de Noruega; Kolvereid con 1.470 habitantes es la más pequeña. En 1990, obtuvo el segundo premio en la competición de NORTRA por el premio a la Ciudad pequeña de Noruega mejor conservada.
La ciudad antigua de Skudeneshavn (Gamle Skudeneshavn), formada por 225 casas de madera, está considerada como una de las mejor conservadas de Europa. En 2004, fue votada "Ciudad del verano" de Noruega por los oyentes del prograba Reiseradioen de la Corporación de Radiodifusión noruega (NRK).